# Cuchillo Desafilado
Dull Knife (que en español quiere decir, Cuchillo Desafilado; en lengua sioux, Tamílapéšni), también conocido en idioma cheyene como Vóóhéhéve (en inglés, Morning Star y en español Estrella de la Mañana) (1810 - 1883), fue un gran jefe cheyene.
En 1865 se alió con el jefe oglala Red Cloud y atacó North Platte. En 1866 firmó el Tratado de Fort Laramie pero como los blancos no lo cumplieron continuó su lucha hasta finales de 1876, cuando fue junto con su tribu a la reserva de Red Cloud en el río Tongue. En septiembre de 1878, ante el hambre y las enfermedades que sufría la tribu en su nuevo emplazamiento, comenzaron a dirigirse hacia el Norte, hacia sus asentamientos originales. Luchando contra las tropas federales consiguieron llegar hasta cerca de Fort Robinson en Nebraska donde fueron capturados.
El 8 de enero de 1879 la tribu volvió a intentar escapar cuando muchos de los cheyennes, sobre todo mujeres y niños, fueron asesinados por tropas federales. Unos pocos miembros de la tribu, entre ellos Dull Knife, consiguieron escapar.
Fue trasladado a la reserva de Rosebud donde murió en 1883.